# Immacolata Concezione La Colasal
L'Immacolata Concezione La Colosal  è un dipinto del pittore spagnolo Bartolomé Esteban Murillo realizzato circa nel 1645-1655 e conservato nel Museo di belle arti di Siviglia in Spagna.